# Cantigny
Cantigny (picardisch: Cantegny) ist eine nordfranzösische Gemeinde mit 110 Einwohnern (Stand 1. Januar 2022) im Département Somme in der Region Hauts-de-France. Die Gemeinde liegt im Arrondissement Montdidier und gehört zum Kanton Roye.

## Geographie
Die Gemeinde in der Landschaft Santerre liegt an der Départementsstraße D26 rund 7 km westnordwestlich von Montdidier.

## Geschichte
Die Gemeinde wurde im Ersten Weltkrieg im Gefecht von Cantigny im Mai 1918 durch amerikanische Truppen unter dem Kommando des Generalmajors Robert Lee Bullard zurückerobert. Sie erhielt als Auszeichnung das Croix de guerre 1914–1918.

## Einwohner
| 1962 | 1968 | 1975 | 1982 | 1990 | 1999 | 2006 | 2010 |
| ---- | ---- | ---- | ---- | ---- | ---- | ---- | ---- |
| 110  | 117  | 116  | 123  | 131  | 124  | 117  | 108  |

## Verwaltung
Bürgermeister (maire) ist seit 2001 Benoît De Weirdt.	

## Sehenswürdigkeiten
- Das amerikanische Denkmal von Cantigny für das 28. Infanterieregiment auf dem Dorfplatz.